# Clostridium perfringens
Clostridium perfringens er en grampositiv sporedannende stavbakterie.

## Madforgiftning
Bakterien er udbredt i jord og dyregødning hvorfra den kan overføres til fødevarer og forårsage madforgiftning. Årsagerne er for langsom nedkøling af varmebehandlet mad med kød eller fjerkræ kombineret med utilstrækkelig gennemvarmning inden spisning. Forgiftningen skyldes et toksin som bakterierne danner i tyndtarmen. Symptomerne er diarre og mavesmerter, eventuelt kombineret med kvalme og opkast. Det starter normalt 8-12 timer efter spisning af inficerede fødevarer, men der kan gå fra 6 til 48 timer.. Symptomerne varer normalt omkring et døgn, men diarre kan forekomme i op til 2 uger. Der er kun sjældent komplikationer.. Et nyere studium indikerer sammenhæng mellem toksinerne og multibel sklerose. 

## Koldbrand
Ved infektion af sår med Clostridium perfringens kan der komme gasgangræn idet der produceres et toksin, som medfører shock, hæmolyse og muskelnekrose. Der er høj dødelighed hvis det ikke behandles.